# 欧拉示性数
在代数拓扑中，欧拉示性数（英語：Euler characteristic）是一个拓扑不变量，对于一大类拓扑空间有定义。它通常记作{\displaystyle \chi }。
二维拓扑多面体的欧拉示性数可以用以下公式计算：
{\displaystyle \chi =F-E+V}
其中V、E和F分别是点、边和面的个数。特别的，对于所有和一个球面同胚的多面体，我们有
{\displaystyle \chi (S^{2})=F-E+V=2}。
例如，对于立方体，我们有6 − 12 + 8 = 2，而对于四面体我们有4 − 6 + 4 = 2。
刚才的公式也叫做欧拉公式。该公式最早由法国数学家笛卡儿于1635年左右证明，但不为人知。后瑞士数学家莱昂哈德·欧拉于1750年独立证明了这个公式。1860年，笛卡儿的工作被发现，此后该公式遂被称为欧拉-笛卡儿公式。

## 定义及性质
对于有限CW-复形（CW-Complex）包括有限单纯复形（simplicial complex），欧拉示性数可以定义为交错和
{\displaystyle \chi =k_{0}-k_{1}+k_{2}-\cdots ,}
其中{\displaystyle k_{i}}表示{\displaystyle i}维胞腔的个数。
然后，可以把流形的欧拉示性数定义为一个和它同胚的单纯复形的欧拉示性数。例如，圆圈和环面其欧拉示性数为0而实心球欧拉示性数为1。
闭可定向曲面的欧拉示性数可以通过它们的亏格{\displaystyle g}来计算
{\displaystyle \chi =2-2g}.
闭不可定向曲面的欧拉示性数可以用下式通过它们的（不可定向）亏格{\displaystyle k}来计算
{\displaystyle \chi =2-k}.
欧拉示性数和三角化的选择无关。公式也可用于到任意多边形的分解。
对于圆盘，我们有{\displaystyle \chi =1}，对于平面我们有{\displaystyle \chi =2}，数的时候把外面作为一个面。
对于闭流形，欧拉示性数和欧拉数，也就是其切丛的在流形的基本类上计算的欧拉类。
对于闭黎曼曲面，欧拉示性数也可以通过曲率的积分得到—参看对于二维情况的高斯-博内定理（Gauss-Bonnet）和对于一般情况的广义高斯-博内定理。高斯-博内定理的离散情况的对应是笛卡儿定理，它表明多面体用完整圆圈测量的“总亏量”，是多面体的欧拉示性数；参看亏量。
更一般的，对于所有拓扑空间，我们可以定义第{\displaystyle n}个贝蒂数{\displaystyle b_{n}}作为第{\displaystyle n}个同调群的阶。欧拉示性数可以定义为如下交换和
{\displaystyle \chi =b_{0}-b_{1}+b_{2}-b_{3}+\,\cdots .}
这个定义在贝蒂数全都有限并且在一个特定指标{\displaystyle n_{0}}以外为0时有意义。
两个同伦的拓扑空间有同构的同调群，所以有相同的欧拉示性数。
从这个定义和庞加莱对偶性，可以得到所有闭合奇数维流形的欧拉数为0的结论。
如果{\displaystyle M}和{\displaystyle N}是拓扑空间，则它们的积空间{\displaystyle M\times N}的欧拉示性数为
{\displaystyle \chi (M\times N)=\chi (M)\cdot \chi (N)}.

## 偏序集
有界偏序集的欧拉示性数的概念是另一种推广，在组合论中很重要。一个偏序集“有界”，如果它有最小和最大元素，我们把它们叫作0和1。这样一个偏序集的欧拉示性数是{\displaystyle \mu (0,1)}，其中{\displaystyle \mu }是在偏序集的相交代数中的默比乌斯函数。

## 证明
第一个欧拉公式的严格证明，由柯西在20岁时给出，大致如下：
从多面体去掉一面，通过把去掉的面的边互相拉远，把所有剩下的面变成点和曲线的平面网络。不失一般性，可以假设变形的边继续保持为直线段。正常的面不再是正常的多边形即使开始的时候它们是正常的。但是，点，边和面的个数保持不变，和给定多面体的一样
重复一系列可以简化网络却不改变其欧拉数（也是欧拉示性数）{\displaystyle F-E+V}的额外变换。
1. 若有一个多边形面有3条边以上，我们划一个对角线。这增加一条边和一个面。继续增加边直到所有面都是三角形。
2. 除掉只有一条边和外部相邻的三角形。这把边和面的个数各减一而保持顶点数不变。
3. （逐个）除去所有和网络外部共享两条边的三角形。这会减少一个顶点、两条边和一个面。

重复使用第2步和第3步直到只剩一个三角形。对于一个三角形{\displaystyle F=2}（把外部数在内），{\displaystyle E=3}，{\displaystyle V=3}。所以{\displaystyle F-E+V=2}。证毕。